# Em (tipografia)
Un em és una unitat en el camp de la tipografia, igual a la mida de punt especificada actualment. Per exemple, un em en una tipografia de 16 punts és equivalent a 16 punts tipogràfics. Per tant, aquesta unitat és la mateixa per a tots els tipus de lletra amb una mida de punt determinada.
El guió em — i l'espai em   tenen un em d'ample cadascun.
Les mesures tipogràfiques que utilitzen aquesta unitat s'expressen amb freqüència en notació decimal (p. ex., 0.7 em) o com a fraccions de 100 o 1000 (p. ex., 70⁄100 em o 700⁄1000 em). El nom em era originàriament una referència a l'amplada de la M majúscula en la tipografia i la mida que s'utilitzava, que sovint era la mateixa que la mida del punt.

## CSS
Als fulls d'estil en cascada, la unitat em és l'alçada del tipus de lletra en punts o polzades nominals. L'alçada física real de qualsevol part determinada del tipus de lletra depèn de la configuració de PPP definida per l'usuari, de la mida de la font de l'element actual i del tipus de lletra que s'utilitza.
Per fer regles d'estil que depenguin només de la mida de lletra per defecte, es va desenvolupar una altra unitat: el rem. El rem, o arrel em, és la mida del tipus de lletra de l'element arrel del document. A diferència de l'em, que pot ser diferent per a cada element, el rem és constant al llarg del document.